# Lunkho e Dosare
Lunkho e Dosare (auch Lunkho-i-Dosare) ist ein Berg im Hindukusch an der Grenze zwischen Pakistan und Afghanistan.

## Lage
Der Lunkho e Dosare besitzt zwei Gipfel – einen West- und einen Ostgipfel. Der Westgipfel besitzt eine Höhe von 6901 m. Der Ostgipfel erreicht eine Höhe von 6868 m.
Der Lunkho e Dosare bildet zusammen mit dem westlich gelegenen Lunkho e Magreb und dem östlich gelegenen Lunkho e Hawar die so genannten „Lunkhos“.

## Besteigungsgeschichte
Die Erstbesteigung gelang im Jahr 1968 einer österreichisch-jugoslawischen Expedition.
Den Österreichern Fritz Grimmlinger, Gerhard Haberl und Edi Kolbmüller sowie den Jugoslawen M. Draslar und  M. Stupnik gelang am 5. August die Erstbesteigung von Ost- und Westgipfel des Lunkho e Dosare.